# Liste der Straßen und Plätze in Berlin-Tiergarten

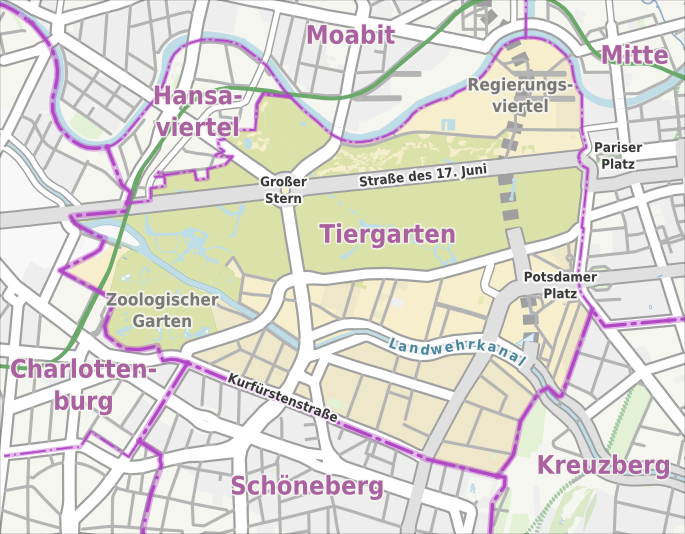
Übersichtskarte von Berlin-Tiergarten

Die Liste der Straßen und Plätze in Berlin-Tiergarten beschreibt das Straßensystem im Berliner Ortsteil Tiergarten mit den entsprechenden historischen Bezügen. Gleichzeitig ist diese Zusammenstellung ein Teil der Listen aller Berliner Straßen und Plätze.

## Überblick
Im Ortsteil Tiergarten lassen sich vier Gebiete deutlich voneinander abgrenzen:
- Das Regierungsviertel mit dem Spreebogenpark, begrenzt durch die Spree im Norden und den Straßenzug John-Foster-Dulles-Allee – Scheidemannstraße im Süden.
- südlich davon der Große Tiergarten bis zum Straßenzug Lennéstraße – Tiergartenstraße – Thomas-Dehler-Straße sowie dem Zoologischen Garten.
- zwischen Tiergartenstraße und Landwehrkanal das Tiergartenviertel mit zahlreichen Botschaften im Botschaftsviertel, dem Kulturforum und daran anschließend das Gebiet um den Potsdamer Platz.
- südlich des Landwehrkanals bis zur Kurfürstenstraße schließlich Tiergarten-Süd als Wohn- und Geschäftsgegend.

Tiergarten hat 16.162 Einwohner (Stand: 31. Dezember 2024) und umfasst die Postleitzahlenbereiche 10117, 10557, 10785, 10787 und 10963.

## Übersicht der Straßen und Plätze
Die nachfolgende Tabelle gibt eine Übersicht über die vorhandenen Straßen und Plätze im Ortsteil sowie einige dazugehörige Informationen.
- Name/Lage: aktuelle Bezeichnung der Straße oder des Platzes. Über den Link Lage kann die Straße oder der Platz auf verschiedenen Kartendiensten angezeigt werden. Die Geoposition gibt die Lage der ungefähren Mitte der Straßenlänge an.
- Im amtlichen Straßenverzeichnis nicht aufgeführte Verkehrswege sind mit * gekennzeichnet.
- Ehemalige oder nicht mehr gültige Straßennamen sind kursiv gesetzt. Für bedeutende ehemalige Straßen oder historische Straßennamen ist gegebenenfalls eine gesonderte Liste vorhanden.
- Länge/Maße in Metern:
Die in der Übersicht enthaltenen Längenangaben sind  gerundete Übersichtswerte, die in Google Earth mit dem dortigen Maßstab ermittelt wurden. Sie dienen Vergleichszwecken und werden, sofern amtliche Werte bekannt sind, ausgetauscht und gesondert gekennzeichnet.
Bei Plätzen sind die Maße in der Form a × b für rechteckige Anlagen und für (ungefähr) dreieckige Anlagen als a × b × c mit a als längster Seite angegeben.
Sofern die Straße auch in benachbarte Ortsteile weiterführt, gibt der Zusatz ‚im Ortsteil‘ an, wie lang der Straßenabschnitt innerhalb des Ortsteils dieses Artikels ist.
- Namensherkunft: Ursprung oder Bezug des Namens.
- Anmerkungen: weitere Informationen über anliegende Baudenkmale oder Institutionen, die Geschichte der Straße und historische Bezeichnungen.
- Bild: Foto der Straße oder eines anliegenden Objektes.

| Name/Lage                                 | Länge/Maße (in Metern)      | Namensherkunft | Datum der Benennung | Anmerkungen | Bild |
| ----------------------------------------- | --------------------------- | --- | ------------------- | --- | --- |
| Alte Potsdamer Straße (Lage)              | 0300                        | Potsdam, Hauptstadt des Bundeslandes Brandenburg | 8. Nov. 1997        | Verbindung von Potsdamer Platz und Marlene-Dietrich-Platz. Für den Bau des Hauses Potsdamer Straße der Staatsbibliothek zu Berlin wurde 1967 die Potsdamer Straße Richtung Potsdamer Brücke in Verlängerung der Leipziger Straße auf eine neue Trasse geführt. Am Marlene-Dietrich-Platz, dem südwestlichen Ende des alten Verlaufs, entstand in den 1990er Jahren das Theater am Potsdamer Platz. Am Weinhaus Huth (Alte Potsdamer Straße 5, bis 1937: Potsdamer Straße 139) befindet sich eine Gedenktafel für die Brüder Grimm, die gegenüber in der Linkstraße 7 wohnten. Das 1912 fertiggestellte Gebäude steht unter Denkmalschutz. | Alte Potsdamer Straße |
| Altonaer Straße (Lage)                    | 0400 (im Ortsteil)          | Altona an der Elbe, bis 1938 selbstständige Stadt, danach westlichster Bezirk von Hamburg                                                           | 23. Mai 1879        | Bei der Erstanlage hieß sie Straße 1, Abt. V des Bebauungsplans. Die Straße verläuft durch den Tiergarten vom Großen Stern bis zur Hansabrücke. Der Teil vom „Eternit-Haus“ bis zur Hansabrücke liegt im Ortsteil Hansaviertel. Am 8. März 1935 bekam die Verlängerung der Brückenallee zwischen Altonaer Straße und Großer Stern ebenfalls den Namen Altonaer Straße. | Altonaer Straße von der Siegessäule aus gesehen |
| Am Karlsbad (Lage)                        | 0390                        | Prinz Friedrich Carl Alexander von Preußen (1801–1883), Sohn von König Friedrich Wilhelm III. und Königin Luise                                     | 21. Feb. 1828       | Zu Beginn des 19. Jahrhunderts ließ der aus Böhmen stammende Kaufmann Chmelik hier ein erstes Bad in einem gesonderten Gebäude errichten. Die sich daraus und darum entwickelnde Straßenanlage bekam 1828 auf Veranlassung des Königs Friedrich Wilhelm III. den Namen Karlsbad nach seinem Sohn Carl von Preußen. Bald entstanden entlang des neuen Verkehrsweges Wohngebäude, unter anderem eines vom Baurat Wilhelm Stier (Parzelle Nr. 11), eines vom Maler Karl Begas, eines vom Geheimen Regierungsrat Baron von Stein-Kochberg sowie ein weiteres des Regierungsrats von Schleinitz (Parzelle Nr. 2). Während der Märzrevolution 1848 fand hier der Prinz von Preußen mit seiner Frau kurzzeitig Unterschlupf, bevor er nach Spandau in Sicherheit gebracht werden konnte. – Alle genannten Bauten sind während der folgenden Bebauung des Straßenzuges noch im 19. Jahrhundert abgebrochen worden, zuletzt um 1880 das Mielenzsche Restaurant. Die Straße verband die Potsdamer Straße mit der Flottwellstraße, sie verläuft als südliche Begrenzung des Parks Am Karlsbad. Der nach Südwesten abknickende Straßenabschnitt zwischen Am Karlsbad und Bissingzeile erhielt am 3. Oktober 1968 ebenfalls diesen Namen. Ein Teil der Straße wurde am 2. Oktober 1969 eingezogen. Hier befinden sich das Gebäude der Feuersozietät Berlin, das Haus des Gewerkschaftsbunds der Angestellten von 1927 (siehe Bild) sowie das Afrikahaus von 1911. | Am Karlsbad Gewerkschaftshaus des Gewerkschaftsbunds der Angestellten                                                                                            |
| Am Park (Lage)                            | 0180                        | Lage am Henriette-Herz-Park im Lenné-Dreieck | 25. Okt. 2004       | Der Fußweg verläuft zwischen Lennéstraße und Potsdamer Platz am Henriette-Herz-Park. Er entstand im Rahmen der Errichtung des Beisheim-Centers. | Bahn-Tower am Park |
| Annemarie-Renger-Straße (Lage)            | 0150                        | Annemarie Renger (1919–2008), Politikerin (SPD), Bundestagspräsidentin und -vizepräsidentin                                                         | 15. Okt. 2020       | Die Straße im Regierungsviertel verbindet in Nord-Süd-Richtung die Otto-von-Bismarck-Allee mit der Paul-Löbe-Allee. | Annemarie-Renger-Straße |
| Auguste-Hauschner-Straße (Lage)           | 0180                        | Auguste Hauschner (1850–1924), deutsch-jüdische Schriftstellerin                                                                                    | 7. Sep. 1999        | Die auf dem Lenné-Dreieck liegende Straße führt von der Lennéstraße zum Potsdamer Platz und wird durch den Inge-Beisheim-Platz geteilt. Sie entstand im Rahmen der Errichtung des Beisheim-Centers. | Auguste-Hauschner-Straße |
| Bellevue-Ufer (Lage)                      | 0440                        | Bellevue (frz. ‚Schöne Aussicht‘), seit dem Barock beliebter Name von Lustschlössern, hier auf das Schloss Bellevue bezogen                         | 9. Jan. 1901        | Der Fußweg führt von der Lutherbrücke an der Spree entlang zum Bahnhof Bellevue an der Hinterseite des Schlossparks Bellevue. | Bellevue-Ufer |
| Bellevuestraße (Lage)                     | 0280                        | Bellevue (frz. ‚Schöne Aussicht‘), seit dem Barock beliebter Name von Lustschlössern, hier auf das Schloss Bellevue bezogen                         | 8. Juli 1831        | Die Straße verläuft zwischen Lennéstraße und Potsdamer Platz am Henriette-Herz-Park. Vom 18. Jahrhundert bis 1831 hieß sie Thiergartenweg. Im Haus Nr. 15, dem ehemaligen Wilhelms-Gymnasium, war ab 1935 der Volksgerichtshof untergebracht. Das Gebäude wurde bei dem schweren Luftangriff vom 3. Februar 1945 der USAAF getroffen; dabei kam der Volksgerichtshofpräsident Roland Freisler ums Leben. Die Ruine wurde in den 1950er-Jahren abgerissen. In Nr. 16–18a war das Grand Hotel Esplanade beheimatet, in den 1920er Jahren Inbegriff des Mondänen. 1907–08 erbaut, logierten dort Stars wie Chaplin oder Greta Garbo. Im 2. Weltkrieg weitgehend zerstört, blieben nur einige Räume als Torso übrig, die in der Brache am Potsdamer Platz noch standen und für Filmaufnahmen dienten. Nach der Wende wurden sie in das Sony Center einbezogen, mit dem große Teile der früheren Straße überbaut wurden. Nur an der Rückseite blieb ein kleiner Teil erhalten. In Nr. 5 wohnte bis zu seinem Tod der Porträtmaler Gustav Richter (1823–1884) mit seiner Frau Cornelie, geb. Meyerbeer (1842–1922), und vier Söhnen. Nr. 10, Eckhaus zur Lennéstraße, bewohnte ab 1864 Julius, Bruder Hermann Gersons (1813–61), der die größte Damenkonfektion Deutschlands sowie das erste Kaufhaus aufgebaut hatte und Lieferant mehrerer Königshäuser war. | Beisheim-Center |
| Ben-Gurion-Straße (Lage)                  | 0790                        | David Ben-Gurion (1886–1973) israelischer Premierminister                                                                                           | 13. Jan. 2004       | Sie ist der südliche Teil der ehemaligen Entlastungsstraße. Die feierliche Enthüllung des Straßenschildes wurde am 1. Juni 2005 vom israelischen Staatspräsidenten Mosche Katzav vorgenommen. | Sony-Gebäude Ben-Gurion-Straße |
| Berliner Freiheit (Lage)                  | 080                         | erinnert an die Wende in der DDR | 25. Okt. 2004       | Die im früheren Grenzgelände auf dem Gebiet des Beisheim-Centers liegende Privatstraße führt von der Straße Am Park zum Inge-Beisheim-Platz. Sie entstand im Rahmen der Errichtung des Beisheim-Centers. | Berliner Freiheit |
| Bettina-von-Arnim-Ufer (Lage)             | 0370                        | Bettina von Arnim (1785–1859), Schriftstellerin und bedeutende Vertreterin der deutschen Romantik                                                   | 20. Jan. 1991       | Die vorherigen Namen einzelner Abschnitte waren Kronprinzenufer (1871–1978), Richard-Wagner-Straße (1889–1934) und Schlieffenufer (1934–1991). Es handelt sich um einen Fußweg zwischen John-Foster-Dulles-Allee und dem Haus der Kulturen der Welt. Ein Teil des Schlieffenufers wurde bereits 1959 umbenannt; 1991 erhielt der restliche Teil seinen neuen Namen. Der Abschnitt zwischen dem Haus der Kulturen der Welt und der Moltkebrücke wurde beim Bau des Bundeskanzleramtes überbaut und am 6. April 2002 eingezogen. | Bettina-von-Arnim-Ufer |
| Bissingzeile (Lage)                       | 0360                        | Moritz Ferdinand Freiherr von Bissing (1844–1917), königlich preußischer Generaloberst und Generalgouverneur von Belgien (1914–1917)                | 7. Nov. 1936        | Die Straße verläuft L-förmig von der Potsdamer Straße zur Lützowstraße. Sie entstand etwa 1896 und hieß zunächst inoffiziell Potsdamer Privatstraße. Am 7. November 1936 erhielt sie offiziell den Namen Bissingzeile. Am 8. November 1955 wurde sie als noch unfertige Straße in eine öffentliche Straße umgewandelt. | Bissingzeile |
| Brüder-Grimm-Gasse (Lage)                 | 070                         | Brüder Grimm, Jacob Grimm (1785–1863) und Wilhelm Grimm (1786–1859), Sprachwissenschaftler und Sammler von Märchen.                                 | 3. Dez. 1997        | Die kurze Gasse verbindet die Linkstraße mit der Eichhornstraße. Sie entstand im Rahmen der Neubebauung des Potsdamer-Platz-Areals. | Brüder-Grimm-Gasse |
| Budapester Straße (Lage)                  | 0540 + 120 (im Ortsteil)    | Budapest, Hauptstadt von Ungarn | 22. Apr. 1925       | Dieser ehemals nordöstliche Teil des Kurfürstendamms wurde 1925 als Ausgleich für die zuvor in Friedrich-Ebert-Straße umbenannte ehemalige Budapester Straße zwischen Potsdamer Platz und Brandenburger Tor umbenannt. Am 5. Februar 1965 erhielt ein Teilstück der Kurfürstenstraße zwischen Budapester und Nürnberger Straße ebenfalls diesen Namen. In den 1980er Jahren wurde die Straße verschwenkt, sodass der Olof-Palme-Platz entstand. In der Budapester Straße befindet sich das Hotel Intercontinental mit den dazugehörenden Ladenpassagen von 1956. Ein weiteres Hotel ist Hotel Schweizerhof. Weiterhin befindet sich am Olof-Palme-Platz das Elefantentor als Eingang zum Zoologischen Garten und das Berliner Aquarium. | Alexander von Humboldt mit dem Hotel Interconti · Elefantentor                                                                                                   |
| Burggrafenstraße (Lage)                   | 0240                        | Burggraf, Amt aus dem Lehnswesen des Mittelalters                                                                                                   | 18. Mai 1876        | Die ehemalige Straße 26a, Abt. IV des Bebauungsplans, ist vom Aktienbauverein Tiergarten angelegt worden. Sie erhielt ihren Namen mit Bezug auf die angrenzende Kurfürstenstraße und Landgrafenstraße. Hier befindet sich das Deutsche Institut für Normung. In der Nummer 87 befindet sich das Baudenkmal Lenzhaus von 1929, das erste Hochhaus in Berlin. In der Nummer 4 wohnte ab 1905 der impressionistische Maler Ernst Oppler. | Burggrafenstraße |
| Clara-Wieck-Straße (Lage)                 | 0270                        | Clara Wieck (1819–1896), Pianistin und Komponistin, Ehefrau von Robert Schumann                                                                     | 16. Jan. 2009       | Die Straße verbindet die Köbisstraße mit der Tiergartenstraße. Die Gebäude sind derzeit (2011) noch im Bau, es entsteht das sogenannte „Diplomatenviertel“ mit exklusiven Wohnungen. | Clara-Wieck-Straße |
| Corneliusstraße (Lage)                    | 0450                        | Peter von Cornelius (1783–1867), Maler | 5. Sep. 1867        | Von 1849 bis 1867 hieß sie Albrechtshof. Sie erstreckt sich entlang des Landwehrkanals zwischen Drakestraße und Klingelhöferstraße, an der das Konrad-Adenauer-Haus mit der Bundesgeschäftsstelle der CDU liegt. | Corneliusstraße |
| Dennewitzstraße (Lage)                    | 0160 (im Ortsteil)          | Dennewitz, Ortschaft in der Gemeinde Niedergörsdorf im Süden des Landkreises Teltow-Fläming                                                         | 31. Okt. 1864       | Bei der Erstanlage war sie die Straße 22, Abt. III des Berliner Bebauungsplans. Aufgrund eines königlichen Erlasses vom 9. Juli 1864 und einer Kabinettsorder vom 31. Oktober 1864 erhielten die Straßen Namen nach Schlachten und Militärführern der Befreiungskriege (Schlacht bei Dennewitz). Bemerkenswert ist die Hausdurchführung der U-Bahn-Linie U1. Nördlich der Kurfürstenstraße gehören die Grundstücke an der westlichen Straßenseite (Hausnummern 1–7) und das Straßenland zu Tiergarten, während die Anfang der 2020er Jahre neu bebauten Grundstücke an der Ostseite (Hausnummern 36–44) zu Kreuzberg gehören. Der zu Schöneberg gehörende Abschnitt südlich der Kurfürstenstraße wurde teilweise durch den Nelly-Sachs-Park überbaut. | U-Bahn Hausdurchführung |
| Derfflingerstraße (Lage)                  | 0350                        | Georg von Derfflinger (1606–1695), kurfürstlich-brandenburgischer Generalfeldmarschall und Statthalter von Pommern                                  | 6. Juli 1870        | Bei der Erstanlage war sie die Straße 5, Abt. IV des Bebauungsplans. Hier liegt der Gebäudekomplex des Französischen Gymnasiums. | Derfflingerstraße |
| DIN-Platz (Lage)                          | 040 × 40 × 30               | Deutsches Institut für Normung (DIN) | 22. Juli 2011       | Der ehemals namenlose Platz zwischen Burggrafen- und Kurfürstenstraße erhielt am 22. Juli 2011 seinen Namen nach der hier vorhandenen Einrichtung. | Deutsches Institut für Normung am DIN-Platz |
| Drakestraße (Lage)                        | 0180                        | Friedrich Drake (1805–1882), Bildhauer und Architekt                                                                                                | 5. Sep. 1867        | Bei der Erstanlage hieß sie Straße 23, Abt. V/1 des Bebauungsplans. Sie führt am Erweiterungsgelände des Zoologischen Gartens von der Corneliusstraße zur Thomas-Dehler-Straße. Hier befinden sich als Baudenkmale die Dänische Gesandtschaft und die ehemalige Jugoslawische Gesandtschaft von Werner March aus dem Jahr 1940, in der inzwischen die Deutsche Gesellschaft für Auswärtige Politik ihren Sitz hat. | Drakestraße |
| Ebertstraße (Lage)                        | 0110 (im Ortsteil)          | Friedrich Ebert (1871–1925), Reichspräsident | 31. Juli 1947       | Um 1767 als Kasernenstraße (auch Kasernenstraße am Brandenburger Thore) angelegt, trug der Verkehrsweg ab 1831 nacheinander die Namen Schulgartenstraße (1831–1867), Brandenburgische Kommunikation (1845–1867), Königgrätzer Straße (1867–1915), Sommerstraße (1859–1925), Budapester Straße (1915–1925), Friedrich-Ebert-Straße (1925–1933) und Hermann-Göring-Straße (1933–1945). Die Straße bildet die Grenze zwischen den Ortsteilen Mitte und Tiergarten, an der früher die Berliner Mauer verlief. Lediglich der westliche Bürgersteig zwischen Scheidemannstraße und Brandenburger Tor gehört zu Tiergarten. Der Name Hermann-Göring-Straße wurde nach Ende des Zweiten Weltkrieges 1945 nicht mehr benutzt, die amtliche Rückbenennung erfolgte erst 1947. | Ebertstraße in Tiergarten |
| Eichhornstraße (Lage)                     | 0180 + 140                  | Johann Albrecht Friedrich von Eichhorn (1779–1856), preußischer Staatsmann und Kultusminister                                                       | 12. Jan. 1856       | Die Straße verläuft von der Potsdamer Straße zur Linkstraße und wird durch den Marlene-Dietrich-Platz unterbrochen. | Eichhornstraße |
| Entlastungsstraße (ehemalige Straße) Lage | 1200                        | Funktionsbezeichnung zur Kennzeichnung eines Provisoriums                                                                                           | 8. Jan. 1962        | Die Straße entstand nach dem Mauerbau in nur 44 Tagen zur Entlastung der Verkehrsströme um den Großen Stern. Mit dem Bau des Tunnels Tiergarten Spreebogen (TTS) wurde sie überflüssig, sodass 2006 der Teil zwischen Straße des 17. Juni und Lennéstraße wieder zurückgebaut wurde. Teile der Willy-Brandt-Straße, der Heinrich-von-Gagern-Straße, der Yitzhak-Rabin-Straße und der Ben-Gurion-Straße verlaufen auf dieser Trasse. | Noch erkennbare aber bereits bepflanzte Trasse der Entlastungsstraße im Winter 2009 mit einer Zufahrt zum neuen Tunnel Tiergarten Spreebogen (rechter Bildrand). |
| Flottwellstraße (Lage)                    | 0440                        | Eduard von Flottwell (1786–1865) preußischer Staatsminister und Oberpräsident der Provinz Brandenburg                                               | 29. Juli 1865       | Bei ihrer Anlage war sie die Straße 24, Abt. III des Bebauungsplans. Am 16. Januar 1869 erhielt die angrenzende Wörlitzer Straße ebenfalls diesen Namen. Die Flottwellstraße verbindet das Schöneberger Ufer mit der Dennewitzstraße. Die Grundstücke an der westlichen Straßenseite (Hausnummern 1–18) und das Straßenland liegen in Tiergarten, während die Grundstücke an der Ostseite (Hausnummern 19–45) zu Kreuzberg gehören. Beide Straßenseiten wurden in den 2010er Jahren mit großen Wohnblöcken bebaut. In Höhe Lützowstraße und Pohlstraße führen Verbindungswege zum Park am Gleisdreieck. | Flottwellstraße 2011 · Gleiche Stelle 2018 |
| Fontaneplatz (Lage)                       | 030 × 30                    | Theodor Fontane (1819–1898), Schriftsteller | 3. Dez. 1997        | Das Weinhaus Huth stand ursprünglich direkt an der (alten) Linkstraße. Diese erhielt im Zuge der Neubebauung des Potsdamer Platzes eine parallel nach Osten verschobene neue Trasse und die hinter dem Weinhaus entstandene Freifläche wurde als Fontaneplatz neu angelegt. | Fontaneplatz |
| Friedrich-Ebert-Platz (Lage)              | 0190 × 45                   | Friedrich Ebert (1871–1925), Politiker und Außenminister                                                                                            | 21. Aug. 1999       | Der aus dem nördlichen Teilstück der Ebertstraße abgetrennte Platz wird begrenzt vom Reichstagufer, der Dorotheen-, Scheidemann- und Ebertstraße. Nur die Nr. 1, das Reichstagsgebäude liegt in Tiergarten. Die Nr. 2, Reichstagspräsidentenpalais und Nr. 3, Jacob-Kaiser-Haus des Deutschen Bundestages, liegen in Berlin-Mitte. Vorherige Namen des Platzes gibt es nicht gesondert, sie stehen nur im Zusammenhang mit den verschiedenen Namen der Ebertstraße (ab 1859). An diesem Platz befindet sich das 1904 vollendete denkmalgeschützte Reichstagspräsidentenpalais mit Garten und Tunnel. Im Bereich des Platzes stehen die Weißen Kreuze zum symbolischen Gedenken an die Maueropfer. | Friedrich-Ebert-Platz an der Rückseite des Reichstagsgebäudes |
| Gabriele-Tergit-Promenade (Lage)          | 0560                        | Gabriele Tergit (Pseudonym für Elise Reifenberg geb. Hirschmann, 1894–1982), Schriftstellerin und Journalistin.                                     | 2. Mai 1998         | Die Straße verbindet das Reichpietschufer mit der Stresemannstraße auf dem Gebiet des Potsdamer-Platz-Areals. | Gabriele-Tergit-Promenade |
| Gartenufer (Lage)                         | 0650                        | Garten, abgegrenztes Stück Land, auf dem Nutzpflanzen angebaut werden                                                                               | nicht bekannt       | Das Gartenufer ist ein Fußweg am Ufer des Landwehrkanals von der Unterschleuse bis zum Katharina-Heinroth-Ufer. Er wird bei Dunkelheit abgeschlossen, weil er am Zoologischen Garten entlangführt. An der Lichtensteinbrücke befindet sich das Denkmal für Rosa Luxemburg. | Gartenufer am Schleusenkrug |
| Genthiner Straße (Lage)                   | 0530                        | Genthin, Stadt im Landkreis Jerichower Land in Sachsen-Anhalt                                                                                       | 23. Feb. 1863       | Bei der Anlage hieß sie Straße 3, Abt. V des Bebauungsplans. Die Straße führt von der Kurfürstenstraße zum Schöneberger Ufer. Der Teil zwischen Kurfürstenstraße und Magdeburger Platz ist von Möbelhäusern geprägt. Zusammen mit der Kurfürstenstraße ist sie ein Zentrum der Berliner Straßenprostitution. Das Verlagshaus Walter de Gruyter in der Nr. 13 ist ein gelistetes Baudenkmal. Von 1935 bis 1948 hieß die Straße Woyrschstraße, nach dem preußischen Feldmarschall Remus von Woyrsch. | Genthiner Straße |
| Großer Stern (Lage)                       | 0200 (Durchmesser)          | Großer Stern, Kreuzung mehrerer großer Verkehrsachsen, früher Ruhe- und Rastpunkt für Postkutschen                                                  | 1. Dez. 1832        | Der Platz wurde unter Kurfürst Friedrich III. um 1698 durch den Hofjäger Hemmrich angelegt. Ab 1742 wurde der Große Stern im Zuge der Umgestaltung des Tiergartens durch Knobelsdorff und von 1833 bis 1840 durch Peter Joseph Lenné zu einem repräsentativen Platz ausgebaut. Vom 18. Jahrhundert bis 1832 trug er den Namen Bei den Puppen wegen der dort stehenden Statuen antiker Götter, von den Berlinern „Puppen“ genannt. Die ursprünglich vor dem Reichstag stehende Siegessäule wurde im Rahmen der Pläne für die Welthauptstadt Germania hierher versetzt und dabei um eine weitere Säulentrommel erhöht. Die Gesamtanlage steht unter Denkmalschutz. Der Platz steht an 10. Stelle der Berliner Verkehrsunfallstatistik. 2011 ereigneten sich hier 20 Verkehrsunfälle mit Personenschäden, wobei es 22 Leichtverletzte und einen Schwerverletzten gab. | Großer Stern mit Siegessäule |
| Hans-von-Bülow-Straße (Lage)              | 040                         | Hans von Bülow (1830–1894), Klaviervirtuose und Chefdirigent der Berliner Philharmoniker                                                            | 21. März 1998       | Die Privatstraße liegt auf dem Gebiet des Beisheim-Centers. Sie entstand im Rahmen der Errichtung des Centers. | Hans-von-Bülow-Straße |
| Hardenbergplatz (Lage)                    | 0280 × 70                   | Karl August von Hardenberg (1750–1822), preußischer Staatsmann                                                                                      | 14. Feb. 1958       | Der vorherige Name war Joachimsthaler Straße (1887–1958). In Tiergarten liegt das Gelände des Zoologischen Gartens mit dem Verwaltungsgebäude in der Nummer 8. Das Straßenland gehört zu Charlottenburg. | Eingang zum Zoo am Hardenbergplatz |
| Heinrich-von-Gagern-Straße (Lage)         | 0190                        | Heinrich von Gagern (1799–1880), Politiker zur Zeit der bürgerlichen Märzrevolution                                                                 | 16. Jan. 1998       | Die Straße ist Teil der ehemaligen Entlastungsstraße. | Heinrich-von-Gagern-Straße |
| Herbert-von-Karajan-Straße (Lage)         | 0190                        | Herbert von Karajan (1908–1989), langjähriger Chefdirigent der Berliner Philharmoniker                                                              | 5. Apr. 1998        | Von 1846 bis 1934 trug sie den Namen Matthäikirchstraße. 1934 bis 1947 war sie umbenannt in Standartenstraße (nach der Bezeichnung von Gliederungen der SA und SS), erhielt dann ihren angestammten Namen zurück. Die Straße wurde anlässlich Karajans 90. Geburtstag an seiner langjährigen Wirkungsstätte, der Berliner Philharmonie, neu benannt. Zusammen mit der Scharounstraße führt sie um die Philharmonie und den Kammermusiksaal. | Philharmonie und Kammermusiksaal |
| Herkulesufer (Lage)                       | 0400                        | Herkules (lateinische oder latinisierende Schreibweise des mythischen griechischen Helden der Antike), nach der Herkulesbrücke                      | 19. Jan. 1901       | Das Herkulesufer ist ein Fußweg, der von der Herkulesbrücke am Ufer des Landwehrkanals zum Hiroshimasteg führt. Hier befindet sich die denkmalgeschützte Villa von der Heydt und das Bauhaus-Archiv. | Herkulesufer |
| Hertzallee (Lage)                         | 0270                        | Heinrich Hertz (1857–1894), Physiker | 30. März 1959       | Die nördliche Seite mit BVG-Parkplatz gehört zu Tiergarten, das Straßengelände zu Charlottenburg. Die Straße hieß um 1862 bis 1950 Kurfürsten Allee und verlief bis zum Knie (seit den 1950er Jahren Ernst-Reuter-Platz). Der Teil in Tiergarten erhielt am 18. Dezember 1961 ebenfalls den heutigen Namen. Am 19. Mai 1964 wurde der auf dem TU-Campus liegende Straßenabschnitt entwidmet. Auf dem Gebiet des BVG-Parkplatzes bis zum Landwehrkanal befand sich ein 1846/1847 von Peter Joseph Lenné angelegtes Hippodrom. | Pavillon am BVG-Busparkplatz |
| Hildebrandstraße (Lage)                   | 0350                        | Theodor Hildebrand (1791–1872), Schokoladenfabrikant                                                                                                | 1893                | Die Straße wurde 1853 vom Hoflieferanten Hildebrand als Privatstraße auf dem Grundstück Tiergartenstraße 21 – vormals Gartenrestaurant Teichmanns Blumengarten – angelegt und zuerst Hildebrands Privatstraße genannt. 1854 entstand dort eine Sommerhauskolonie. 1868 wurde die Straße verbreitert, 1878 gepflastert. 1893 bekam sie den heutigen Namen. Am 20. Mai 1956 wurde sie in eine öffentliche Straße gewidmet. Von den einst errichteten Gebäuden sind nur die Häuser Nr. 5 (Botschaft von Estland) und die Nr. 4 (Rückseite der Botschaft von Griechenland) erhalten. An der Ostseite der Straße liegt der Bendlerblock und das Ehrenmal der Bundeswehr, die Botschaft der Slowakei (Nr. 25) sowie der Westflügel der italienischen Botschaft. An der Tiergartenstraße steht die türkische Botschaft. | FlexStrom-Gebäude in der Hildebrandstraße · Slowakische Botschaft                                                                                                |
| Hiroshimastraße (Lage)                    | 0320                        | Hiroshima, Hafenstadt im Südwesten der japanischen Hauptinsel Honshū, Ort des ersten Atombombenabwurfs am 6. August 1945                            | 1. Nov. 1989        | Seit ihrer Anlage 1862 bis 1933 trug sie den Namen Hohenzollernstraße, von 1933 bis 1989 Graf-Spee-Straße. In der Hiroshimastraße befindet sich die japanische Botschaft, in deren Bezug der Straßenname steht, die italienische Botschaft, die Botschaft der Vereinigten Arabischen Emirate, die Botschaft von Griechenland und die Landesvertretungen von Nordrhein-Westfalen und Bremen sowie die Friedrich-Ebert-Stiftung. | Hiroshimastraße mit Friedrich-Ebert-Stiftung |
| Hitzigallee (Lage)                        | 0220                        | Friedrich Hitzig (1811–1881), Architekt | 31. Juli 1947       | Bei ihrer Anlage 1860 bis 1935 hieß die Straße Regentenstraße. Von 1935 bis 1947 Großadmiral-Prinz-Heinrich-Straße. Der Teil zwischen Sigismundstraße und Tiergartenstraße wurde am 29. November 1982 zugunsten von Bauland eingezogen und am 13. Dezember 1982 aus dem Straßenverzeichnis gelöscht. | Hitzigallee |
| Hofjägerallee (Lage)                      | 0450                        | früheres Wohnhaus des königlichen Hofjägers | 1. Dez. 1832        | Die Hofjägerallee ist eine wichtige Verkehrsachse, die den Großen Stern mit dem Lützowplatz verbindet. Anstelle des Hofjägerhauses wurde später das Winguthsche Etablissement errichtet, ein Kaffeehaus mit Restaurationsgarten, das sich bei den Berlinern großer Beliebtheit erfreute. Das existiert jedoch auch nicht mehr. | Hofjägerallee mit Siegessäule |
| Inge-Beisheim-Platz (Lage)                | 0030 × 40 (ovale Form)      | Inge Beisheim (1926–1999), Mäzenatin und Ehefrau des Metro-Gründers Otto Beisheim                                                                   | 1. Okt. 2004        | Der Platz liegt auf dem Gelände des Beisheim-Centers und entstand bei dessen Errichtung. Mittelpunkt ist ein ovaler Brunnen mit der von Gidon Graetz geschaffenen Skulptur Phoenix, ein Geschenk der Otto-Beisheim-Stiftung an die Stadt Berlin. | Inge-Beisheim-Platz mit Skulptur „Phoenix“ |
| Johanna-und-Eduard-Arnhold-Platz (Lage)   | 080 x 80                    | Johanna (1860–1928) und Eduard Arnhold (1849–1925), Kunstsammler und Mäzene                                                                         | 1. Okt. 2024        | Der Platz liegt vor dem zentralen Eingang zu den Museen am Kulturforum. Er war davor namenlos, wurde aber bei Berlinern auch Piazetta am Kulturforum genannt. | Johanna-und-Eduard-Arnhold-Platz |
| John-Foster-Dulles-Allee (Lage)           | 0880                        | John Foster Dulles (1888–1959), US-amerikanischer Außenminister                                                                                     | 25. Juli 1959       | Von 1832 bis 1959 hieß sie Zeltenallee. Die Zeltenallee und das sich anschließende Schlieffenufer bis Spreeweg wurden 1959 in John-Foster-Dulles-Allee umbenannt. Am 20. Juli 1978 erhielt der Straßenteil von Großer Querallee bis Scheidemannstraße ebenfalls diesen Namen. Die Straße verläuft am Rand des Großen Tiergartens und dem Spreeufer. Außer der Kongresshalle und dem Carillon finden sich hier keine Bauwerke. | Grillen im Tiergarten an der John-Foster-Dulles-Allee · Kongresshalle                                                                                            |
| Joseph-von-Eichendorff-Gasse (Lage)       | 0120                        | Joseph Freiherr von Eichendorff (1788–1857), Dichter der Romantik                                                                                   | 3. Dez. 1997        | Es handelt sich um eine kleine Gasse auf dem Gelände des Potsdamer Platzes zwischen Alter Potsdamer Straße und Linkstraße. Sie wird durch die Potsdamer Platz Arkaden unterbrochen. | Joseph-von-Eichendorff-Gasse |
| Karl-Heinrich-Ulrichs-Straße (Lage)       | 0180 (im Ortsteil)          | Karl Heinrich Ulrichs (1825–1895), Vorkämpfer für die rechtliche Gleichstellung von Homosexuellen                                                   | 16. Dez. 2016       | Die Karl-Heinrich-Ulrichs-Straße führt vom Lützowplatz zum Nollendorfplatz in Schöneberg. Bis 1934 war sie Teil der Maaßenstraße. Von 1934 bis 2016 hieß sie Einemstraße. | Karl-Heinrich-Ulrichs-Straße |
| Katharina-Heinroth-Ufer (Lage)            | 0280                        | Katharina Heinroth (1897–1989), Zoologin und Direktorin des Berliner Zoos von 1945 bis 1956                                                         | 4. Juli 1994        | Die Straße war bis zu ihrer Umbenennung Teil des Lützowufers. Sie verläuft von der Corneliusbrücke bis zum Tiergarten Pumpwerk, das heute vornehmlich den Großen Tiergarten mit Wasser versorgt. | Katharina-Heinroth-Ufer |
| Keithstraße (Lage)                        | 0350 (im Ortsteil)          | James Keith, (1696–1758), preußischer Feldmarschall                                                                                                 | 26. März 1872       | Sie wurde 1871 als Straße 24, Abt. IV des Bebauungsplans durch George Kill-Mar angelegt. Am 27. März 1939 wurde im Bezirk Schöneberg der Teil der Lutherstraße von der Kurfürsten- zur Kleiststraße ebenfalls in Keithstraße benannt. Die Keithstraße verläuft vom Lützowufer zur Kurfürstenstraße. Der Teil zwischen Kurfürstenstraße und Kleiststraße gehört zu Schöneberg. Der Gebäudekomplex 28, 30 und 32 entstand 1909 als Landesversicherungsanstalt für die Provinz Brandenburg. Er wird seit den 1950er Jahren vom Landeskriminalamt genutzt. Erwähnenswert in diesem Straßenabschnitt (Hausnummer 38) ist das Café Lützow, das Anfang des 20. Jahrhunderts gebaut wurde. In den 1990er Jahren wurde es in das Hotel Lützow integriert. | Polizeipräsidium in der Keithstraße |
| Kemperplatz (Lage)                        | 080 × 30                    | Johann Wilhelm Kemper (1766–1840), Betreiber des Wirtshauses Kempers Hof                                                                            | 1. Apr. 1858        | Der Platz ist ein aus Tiergartenstraße, Lennéstraße, Ben-Gurion-Straße und der Ausfahrt des Tunnels Tiergarten Spreebogen (TTS) entstandener Verkehrsknotenpunkt. Die aus den 1960er Jahren stammende Straßenführung wurde dadurch verändert. Von 1933 bis 1946 hieß er Skagerrakplatz. Er grenzt an die Philharmonie und das Sony Center. Hier befand sich bis 1991 der Endbahnhof der M-Bahn, die aber für die Wiederinbetriebnahme der U-Bahn-Linie U2 abgerissen wurde. | Kemperplatz |
| Klingelhöferstraße (Lage)                 | 0410                        | Gustav Klingelhöfer (1888–1961), Politiker (SPD) | 1. Nov. 1961        | Die Straße wurde als Straße 21, Abt. V des Bebauungsplans angelegt. Vom 8. Oktober 1874 bis 1. November 1961 hieß sie Friedrich-Wilhelm-Straße. Sie begrenzt das Tiergarten-Dreieck (auch „Klingelhöfer-Dreieck“ genannt), auf dem ab 1998 die heutigen Bauten errichtet wurden. Zuvor befand sich hier zu West-Berliner Zeiten ein Festplatz. Auf der Westseite liegen die nordischen Botschaften (Nrn. 1/2), die mexikanische Botschaft (Nr. 3), der Verband der Privaten Bausparkassen e. V. (Nr. 4), der GdW Bundesverband deutscher Wohnungs- und Immobilienunternehmen e. V. (Nr. 5), die Botschaft Malaysias (Nr. 6), die Botschaften von Bahrain, Malta, Monaco und Luxemburg (gemeinsam in der Nr. 7). Auf Grundstück Nr. 8 liegt die Parteizentrale der CDU. Auf der Ostseite liegt zwischen Landwehrkanal und Von-der-Heydt-Straße das 1979 nach Plänen von Walter Gropius errichtete Bauhaus-Archiv (Nr. 14), das National Office der KPMG Deutschland (Nr. 16), das Chinesische Kulturzentrum (Nr. 21), die Konrad-Adenauer-Stiftung (Nr. 23) sowie die Kirche Jesu Christi der Heiligen der Letzten Tage (Nr. 24). | Nordische Botschaften in der Klingelhöferstraße · Bauhaus-Archiv                                                                                                 |
| Kluckstraße (Lage)                        | 0430                        | Alexander von Kluck (1846–1934), preußischer Infanteriegeneral und Oberbefehlshaber                                                                 | 5. Juni 1935        | Vorherige Namen waren verlängerte Bendlerstraße (Mitte 19. Jh. bis 1872) und Magdeburger Straße (1872–1935). Sie verläuft vom Schöneberger Ufer zur Pohlstraße und endet dort als Anliegerstraße. Das Jugendgästehaus Kluckstraße von Georg Heinrichs ist ein Baudenkmal; ebenso das Mietshaus Nr. 36 von 1889. | Jugendherberge in der Kluckstraße |
| Köbisstraße (Lage)                        | 0280                        | Albin Köbis (1892–1917), Soldat der Kaiserlichen Marine, wegen Meuterei während des Ersten Weltkriegs hingerichtet                                  | 31. Juli 1947       | Bei ihrer Anlage durch die Hofjäger- und Korsostraßen-Aktiengesellschaft hieß sie Kaiserin-Augusta-Straße (1874–1933). Von 1933 bis 1947 Admiral-von-Schröder-Straße. Sie ist eine Anliegerstraße zur Erschließung der Stadtvillen im Diplomatenviertel, die hier 2005/2006 entstanden sind. Ein Straßenteil (Ecke Klingelhöferstraße) wurde am 15. November 1968 an die Kirche Jesu Christi der Heiligen der letzten Tage verkauft und am 2. Dezember 1975 eingezogen. Für den Neubau des Landesarbeitsamtes wurde 1987 eine Teilfläche eingezogen, eine weitere am 1. Januar 1989 in Reichpietschufer umbenannt. | Köbisstraße |
| Körnerstraße (Lage)                       | 0250                        | Theodor Körner (1791–1813), Schriftsteller | 2. Feb. 1865        | Die Körnerstraße verbindet Pohlstraße und Lützowstraße. Markantestes Gebäude ist das ehemalige Postamt W 35. | Körnerstraße |
| Köthener Straße (Lage)                    | 0580                        | Köthen (bis 1927 amtlich Cöthen) ist die Kreisstadt des Landkreises Anhalt-Bitterfeld.                                                              | 24. Jan. 1844       | Die Köthener Straße bildet die Grenze zum Ortsteil Kreuzberg. Die westliche Seite gehört zu Tiergarten. Die Straße führte am ehemaligen Potsdamer Bahnhof entlang des Bahngeländes der „Stammbahn“, von wo die Züge nach Köthen fuhren. | Köthener Straße |
| Konrad-Adenauer-Straße (Lage)             | 0290                        | Konrad Adenauer (1876–1967), erster Bundeskanzler der Bundesrepublik Deutschland.                                                                   | 16. Jan. 1998       | Die Straße liegt im Regierungsviertel (PLZ 10557) zwischen Paul-Löbe-Allee und dem südwestlichen Spreeufer (Ortsteilgrenze zu Mitte). Die Trasse führt mit der Kronprinzenbrücke über die Spree und setzt sich in der Reinhardstraße in Mitte fort. Der 150 Meter lange östliche Abschnitt führt unter dem überdachten Vorbau des Paul-Löbe-Hauses des Deutschen Bundestags hindurch und ist für den öffentlichen Kraftfahrzeugverkehr gesperrt und als 30er-Zone mit Halteverbot ausgewiesen. Wegen allgemeiner Sicherheitsbedenken und den „terrorgefährdeten“ das Dach stützenden Betonpfeilern wurde dieser Straßenteil im Straßenentwicklungsplan in die Stufe 0 eingegliedert. An der Ecke zur Otto-von-Bismarck-Allee befindet sich der Zugang zum U-Bahnhof Bundestag der Linie U 5. Das an diesem Abschnitt liegende Haus der Bundestagsverwaltung hat die repräsentative Adresse „10557, Konrad-Adenauer-Straße 1“. Der 140 Meter lange Straßenabschnitt nordöstlich der Otto-von-Bismarck-Allee wird als Hauptstraße der StEP-Klasse IV im Stadtentwicklungsplan-Straße geführt, damit sind Ergänzungsstraßen zum Berliner Straßennetz gekennzeichnet. An der Ostseite dieser zweispurigen Straße mit Radwegstreifen und breiten Gehwegen liegt die Kindertagesstätte des Bundestages, mit einer (entsprechend 140 Meter langen) blauen vier Meter hohen Verkleidung und zwei Durchblicken nach außen in Übersichthöhe abgegrenzt. An der Nordwestseite grenzt der Spreebogenpark an die Straße und gibt den Blick auf den Hauptbahnhof und Regierungsgebäude frei. Am Nordostende der Straße kreuzt am Tiergarter Spreeufer nach Süden hin das Reichstagufer und nach Nordwest das Ludwig-Erhard-Ufer. Auf deren Trasse verläuft der Tiergartenring, mit Nr. 019 der „20 Grünen Hauptwege Berlins“ markiert. | Konrad-Adenauer-Straße · Konrad-Adenauer-Straße |
| Kurfürstenstraße (Lage)                   | 2000                        | Kurfürsten waren die Reichsfürsten, denen das Recht zur Wahl des Römisch-deutschen Königs zustand                                                   | 1. Sep. 1863        | Die Straße entstand gegen Ende des 17. Jahrhunderts und hieß zuerst Mühlenstraße, auch Mühlenweg. Ein Stück der Teltower Straße zwischen Potsdamer und Dennewitzstraße erhielt am 19. März 1869 ebenfalls den Namen Kurfürstenstraße, sodass die ganze Strecke vom Zoologischen Garten bis zum Eisenbahngelände an der Dennewitzstraße so hieß. Ein kleiner Teil der Straße zwischen Nürnberger Straße (Charlottenburg) und Budapester Straße (Tiergarten) wurde am 5. Februar 1965 nach Umbauarbeiten in Budapester Straße ausgegliedert. Auf der gesamten Straßenlänge verläuft die Grenze zu Schöneberg. Im westlichen Teil befinden sich Geschäftshäuser wie das Lenz-Verwaltungshaus von 1929 an der Burggrafenstraße, eines der ersten Hochhäuser Berlins und Hotels. Zwischen Einem- und Genthiner Straße dominieren Stadtvillen aus der Gründerzeit, z. B. die Villa Roßmann unter Nr. 58, die seit 1980 vom Café Einstein benutzt wird oder die Nr. 57, die inzwischen als Standesamt dient. Dieser Abschnitt gehört zum ehemaligen Kielgan-Viertel. Zwischen Genthiner und Potsdamer Straße liegt der große Parkplatz eines Möbelhauses und Wohnhäuser. Hier ist ein Zentrum der Berliner Straßenprostitution. Im Teil östlich der Potsdamer Straße befinden sich Wohnhäuser, teils erhaltene Altbebauung, teils Neubauten aus den 1950er Jahren. | Café Einstein in der Kurfürstenstraße · Kurfürstenstraße an der Potsdamer Straße · Kurfürstenstraße Lenzhaus                                                     |
| Landgrafenstraße (Lage)                   | 0310                        | Landgraf, Fürstentitel und steht damit über dem normalen Grafenstand                                                                                | 14. Okt. 1871       | Sie verbindet die Kurfürstenstraße mit dem Lützowufer. Die Namensgebung erfolgte in Bezug auf die Kurfürstenstraße. | Landgrafenstraße |
| Lennéstraße (Lage)                        | 0370                        | Peter Joseph Lenné (1789–1866), preußischer Gartenkünstler und Landschaftsarchitekt des deutschen Klassizismus                                      | 19. Aug. 1839       | Die Straße ist ein Teil des Lenné-Dreiecks (Lennéstraße, Bellevuestraße, Ebertstraße), das durch die Bezirksreform 1938 zu Mitte kam. Beim Bau der Berliner Mauer 1961 abgeschnitten, wurde es durch einen vom Berliner Senat und der DDR vereinbarten Gebietsaustausch am 1. Juli 1988 dem damaligen Bezirk Tiergarten zugeschlagen. Als Verlängerung der Tiergartenstraße mündet sie in die Ebertstraße. Hier befinden sich fünf Stadtvillen des Beisheim-Centers. Der vorherige Name vom 18. Jahrhundert bis 1831 war Kanonenweg. Dieser wurde in Thiergarten-Straße umbenannt. Der Teil zwischen Königgrätzer (nach dem Zweiten Weltkrieg Ebertstraße) und Kemperplatz erhielt am 19. August 1839 den Namen Lennéstraße. | Lennéstraße |
| Lichtensteinallee (Lage)                  | 0140                        | Martin Hinrich Lichtenstein (1780–1857), Arzt, Forscher, Zoologe, Initiator des Berliner Zoos                                                       | 5. Sep. 1867        | Bereits im 19. Jahrhundert existierte hier die Fasanenallee, weil sie den Großen Stern mit dem Fasanengarten, dem heutigen Zoogelände verband. Der südlich des Landwehrkanals gelegene Teil wurde 1927 als öffentlicher Weg eingezogen. Am 28. Mai 1964 wurde das Teilstück zwischen Tiergartenstraße und Großem Weg (Parkweg) eingezogen. Die hier liegende spanische Botschaft aus dem Jahr 1940 ist ein gelistetes Baudenkmal. Hier befindet sich der Eingang zum Café am Neuen See. | Spanische Botschaft an der Lichtensteinallee/Thomas-Dehler-Straße                                                                                                |
| Linkstraße (Lage)                         | 0460                        | Heinrich Friedrich Link (1767–1851), Naturwissenschaftler                                                                                           | 22. Jan. 1845       | Die Straße verbindet Reichpietschufer mit dem Potsdamer Platz. Im Rahmen des Gebietsaustausches 1972 kam das Gebiet zwischen Linkstraße und Köthener Straße, auf dem sich die Trasse der U-Bahn (Linie U2) befand, zu West-Berlin. Am 24. Januar 1973 wurde der neue Straßenzug zwischen Bellevuestraße, Kehre bis zur Linkstraße ebenso benannt. Im Zuge der Neubebauung des Potsdamer Platzes in den 1990er Jahren wurde sie parallel nach Osten verschoben neu angelegt und führt nur noch bis zum Potsdamer Platz. Die hinter dem Weinhaus Huth entstandene Freifläche wurde zum Fontaneplatz. | Linkstraße |
| Ludwig-Beck-Straße (Lage)                 | 0110                        | Ludwig Beck (1880–1944), General und Widerstandskämpfer gegen das NS-Regime                                                                         | 3. Dez. 1997        | Die Ludwig-Beck-Straße verbindet die Potsdamer Straße mit der alten Potsdamer Straße. Sie entstand im Rahmen der Neubebauung des Potsdamer-Platz-Areals. | Ludwig-Beck-Straße |
| Ludwig-Erhard-Ufer (Lage)                 | 0470                        | Ludwig Erhard (1897–1977), Politiker (CDU), Bundeskanzler                                                                                           | um 2009             | Das Ludwig-Erhard-Ufer ist eine Uferpromenade am Spreeufer im Spreebogenpark. Es verläuft auf zwei Ebenen von der Moltkebrücke bis zur Kronprinzenbrücke. | Ludwig-Erhard-Ufer |
| Lützowplatz (Lage)                        | 0160 × 100                  | Ludwig Adolf Wilhelm von Lützow (1782–1834), preußischer General des Lützowschen Freikorps                                                          | 23. Nov. 1869       | Der Platz wurde als Straße 28 und Platz 5, Abt. IV des Bebauungsplans angelegt. Die Schillstraße wurde auf Höhe des Platzes am 8. September 1929 ebenfalls in Lützowplatz umbenannt. Der verkehrsreiche Platz liegt südlich des Landwehrkanals. In ihn münden die Lützow-, Einem-, Schill- und Klingelhöferstraße sowie das Lützowufer an der Herkulesbrücke. Im Osten liegt das Haus am Lützowplatz, in dem der Kabarettist Wolfgang Neuss seine Trommel schlug. In den Nrn. 11–13 hat die Stiftung Warentest ihren Sitz. An der Südseite befindet sich das Hotel Berlin, Berlin. | Lützowplatz · Lützowplatz mit Konrad-Adenauer-Haus |
| Lützowstraße (Lage)                       | 1260                        | Ludwig Adolf Wilhelm von Lützow (1782–1834), preußischer General des Lützowschen Freikorps                                                          | 23. Mai 1867        | Vom 18. Jahrhundert bis zum 10. Juli 1842 war es der Lietzower Weg. Der Weg führte ursprünglich vom Halleschen Tor zum Dorf Lietzow in Charlottenburg. Der Verkehrsweg verbindet nun den Lützowplatz mit der Flottwellstraße. Hier befinden sich mehrere gelistete Baudenkmäler wie das im 21. Jahrhundert vom De-Gruyter-Verlag genutzte Rütgershaus von 1911 oder das Maggihaus aus dem Jahr 1909. Die evangelische Elisabeth-Klinik steht auf dem Grundstück 24–26. Im Haus Lützowstraße 73 gibt es seit 2013 das Schwule Museum. Das Geschäftshaus Lützowstraße 106 wurde in den 1970er Jahren mit Sauna und Schwimmbad für die Mitarbeiter erbaut, dort befindet sich heute die Lützow-Sauna. | De Gruyter-Verlag in der Lützowstraße · Elisabeth-Klinik, inzwischen abgerissen · Elisabeth-Klinik, Neubaukomplex                                                |
| Lützowufer (Lage)                         | 0960                        | Ludwig Adolf Wilhelm von Lützow (1782–1834), preußischer General des Lützowschen Freikorps                                                          | 6. Nov. 1849        | Die Straße entstand bei der Anlage des Landwehrkanals. Am 1. Juli 1965 wurde der Abschnitt des Gartenufers zwischen Budapester Straße bis zur Höhe der Lichtensteinallee ebenfalls in Lützowufer umbenannt, am 4. Juli dann in Katharina-Heinroth-Ufer. An der Lützowstraße befindet sich das Grand-Hotel Esplanade. | Hotel Esplanade am Lützowufer |
| Magdeburger Platz (Lage)                  | 0130 × 80                   | Magdeburg, Hauptstadt von Sachsen-Anhalt | 23. Juli 1874       | Bei der Anlage 1872 trug er den Namen Platz A, Abt. V des Bebauungsplans. Die an der Südseite des Platzes entlangführende Straße 35 wurde ebenfalls einbezogen. | Magdeburger Platz |
| Marlene-Dietrich-Platz (Lage)             | 080 × 70 × 30 (dreieckig)   | Marlene Dietrich (1901–1992), deutsch-amerikanische Schauspielerin und Sängerin                                                                     | 8. Nov. 1997        | Der Platz im mittleren Verlauf der Eichhornstraße bildet das südwestliche Ende der Alten Potsdamer Straße. Hier befindet sich die Spielbank Berlin und das Theater am Potsdamer Platz. Im BlueMax Theater hat die Blue Man Group ihr Domizil. | Spielbank am Marlene-Dietrich-Platz |
| Matthäikirchplatz (Lage)                  | 0130 × 40                   | anliegende St. Matthäuskirche | 7. Sep. 1846        | Der Platz war das Zentrum des „Geheimratsviertels“, einem großbürgerlichen Wohngebiet in Tiergarten, das den Plänen zur „Welthauptstadt Germania“ im Wege stand und deshalb schon vor dem Zweiten Weltkrieg zu weiten Teilen abgerissen wurde. Nach dem Krieg, bei dem die letzten Reste des Viertels zerstört wurden, erhielt die Kirche ihre äußere Form zurück. Der Platz wurde Mittelpunkt des Kulturforums. Die St. Matthäus-Kirche ist ein gelistetes Baudenkmal. | Matthäuskirche |
| Müller-Breslau-Straße (Lage)              | 0110 (im Ortsteil)          | Heinrich Müller-Breslau (1851–1925), Bauingenieur und Professor, Rektor an der Technischen Hochschule Charlottenburg                                | 1. Apr. 1967        | Von 1849 bis 1967 Gartenufer. Der Teil zwischen Fasanenstraße und der Fußgängerbrücke zur Schleuseninsel gehört zu Charlottenburg. | Schleuseninsel – Versuchsanstalt für Wasserbau und Schiffbau, im Hintergrund der Kavitationstunnel                                                               |
| Olof-Palme-Platz (Lage)                   | 0130 × 120 × 60 (dreieckig) | Olof Palme (1927–1986), schwedischer Politiker und zweimaliger Ministerpräsident Schwedens                                                          | 1. März 1991        | Der Platz entstand durch Verschwenkung der Budapester Straße in die Nürnberger Straße in den 1980er Jahren und hatte damals noch keinen Namen. Hier befindet sich der Eingang zum Berliner Aquarium und etwas weiter das Elefantentor als Eingang zum Zoologischen Garten. | Ammonitenbrunnen am Olof-Palme-Platz |
| Otto-von-Bismarck-Allee (Lage)            | 0340                        | Otto Bismarck (1815–1898), Ministerpräsident von Preußen und Bundeskanzler des Norddeutschen Bundes sowie erster Reichskanzler des Deutschen Reichs | 16. Jan. 1998       | Die Straße verläuft von Eingangsgebäude des Bundeskanzleramtes zur Nordseite des Paul-Löbe-Hauses. Die schweizerische Botschaft in Nr. 4 von 1871 ist ein gelistetes Baudenkmal. Die Straße hieß vom 10. Januar 1867 bis zum 16. Oktober 1911 Bismarckstraße und von 1911 bis 1998 Fürst-Bismarck-Straße. | Schweizerische Botschaft in der Otto-von-Bismarck-Allee |
| Paul-Löbe-Allee (Lage)                    | 0700                        | Paul Löbe (1875–1967), Politiker (SPD) und Reichstagspräsident                                                                                      | 16. Jan. 1998       | Die Straße verläuft von der Kongresshalle an der Südseite bes Bundeskanzleramtes entlang, weiter am Paul-Löbe-Haus bis zum Spreeufer. Von 1882 bis 1971 hieß sie Reichstagplatz, von 1971 bis 1998 Paul-Löbe-Straße. | Bundeskanzleramt von der Paul-Löbe-Allee |
| Platz der Republik (Lage)                 | 0280 × 170                  | Weimarer Republik | 2. Aug. 1926        | Der Platz entstand um 1735 als Exzerzierplatz. 1867 gestaltete man den Platz garten-architektonisch und nannte ihn Königsplatz (1865–1926). 1873 wurde die Siegessäule hier aufgestellt, bis 1894 kam das Reichstagsgebäude hinzu. An der Westseite befand sich die Kroll-Oper, an der nordwestlichen Ecke das Generalstabsgebäude und im nördlichen Bereich standen die Palais’ des Alsenviertels, von denen noch die schweizerische Botschaft existiert. 1926 hieß das Areal Platz der Republik, allerdings wurde er in der Zeit des Nationalsozialismus in Königsplatz rückbenannt. Erst 1948 erhielt er seinen heutigen Namen zurück. Nach dem Zweiten Weltkrieg diente der Platz für Kundgebungen; so hielt hier Ernst Reuter im Herbst 1948 seine denkwürdige Rede aus Anlass der Berlin-Blockade vor 300.000 Menschen. Bis zum Fall der Mauer diente die Wiese der Freizeitgestaltung. Mit der Reichstags-Verhüllung 1995 wurde die Umgestaltung des Platzes sowie des Regierungsviertels eingeleitet. Der Platz der Republik und der Spreebogenpark sind Teil des Konzeptes, das die Teilflächen des Ebertplatzes mit Spreetreppe, das Bürgerforum zwischen Kanzleramt und Haus der Parlamentarier, die Skulpturenwiese sowie den Hafenplatz in der Umgebung des Hauses der Kulturen der Welt umfasst. | Platz der Republik mit Reichstagsgebäude · Platz der Republik mit Reichstag und Paul-Löbe-Haus                                                                   |
| Pohlstraße (Lage)                         | 0840                        | Ottilie Pohl (1867–1943), Politikerin und Widerstandskämpferin                                                                                      | 31. Juli 1947       | Bei ihrer Anlage hieß sie Steglitzer Straße (1862–1936), danach Ludendorffstraße (1936–1947). Sie verlief ursprünglich von der Genthiner Straße bis zur Flottwellstraße. Der Teil zwischen Kluckstraße und Genthiner Straße wurde am 16. März 1977 eingezogen und am 28. März 1977 im Straßenverzeichnis gelöscht. Der lange Zeit brachliegende Teil an der Flottwellstraße sowie in der Flottwellstraße selber wurde in den 2010er Jahren bebaut. | Pohlstraße · Pohlstraße an der Flottwellstraße |
| Potsdamer Platz (Lage)                    | 0180 × 90                   | einstiges Potsdamer Tor | 8. Juli 1831        | Der Potsdamer Platz entstand im 18. Jahrhundert als Verkehrsverteiler unmittelbar vor dem Potsdamer Tor und hieß von etwa 1735 bis 1831 Platz vor dem Potsdamer Thor. Durch den 1838 errichteten Potsdamer Bahnhof wurde er einer der verkehrsreichsten Plätze Berlins. Wegen der Nähe zum Regierungsviertel wurde die Bebauung am Platz bis zum Ende des Zweiten Weltkriegs fast vollständig zerstört und anschließend enttrümmert. Durch die Teilung der Stadt in vier Sektoren und besonders durch den Mauerbau geriet der Platz in eine Randlage. Durch den Gebietsaustausch von 1971 (U-Bahn-Trasse an der Linkstraße) und 1988 (Lennédreieck) wurde die Gegend wieder belebter. Ab 1983 entstand hier die M-Bahn zwischen Kemperplatz und Gleisdreieck. Mit dem Fall der Mauer am 9. November 1989 lag der Potsdamer Platz plötzlich wieder im Zentrum der Stadt. In den 1990er Jahren entstand auf dem Areal und drum herum ein neues Stadtviertel, das von Hochhäusern dominiert und umgangssprachlich als Potsdamer Platz bezeichnet wird. Zum Ortsteil Mitte zählen die Grundstücke 8 und 9, alle anderen Grundstücke gehören zum Ortsteil Tiergarten. Der S-Bahnhof Potsdamer Platz ist ein gelistetes Baudenkmal. | Potsdamer Platz mit Beisheim-Center · PricewaterhaoseCooper, Kollhoff-Tower und Bahn-Tower                                                                       |
| Potsdamer Straße (Lage)                   | 1500 (im Ortsteil)          | Potsdam, Hauptstadt des Bundeslandes Brandenburg.                                                                                                   | 8. Juli 1831        | Die Potsdamer Straße ist die erste befestigte „Kunststraße“ (Chaussee) Preußens (1790–1792) und verband Berlin mit Potsdam. Der Straßenverlauf nördlich des Landwehrkanals wurde beim Bau des Kulturforums verändert. In der Straße befinden sich viele bedeutende neue und alte Gebäude, das sind das Sony Center von Helmut Jahn, das Kulturforum sowie die Staatsbibliothek. Es folgen die Neue Nationalgalerie von Ludwig Mies van der Rohe und am Landwehrkanal das 1929 nach Plänen von Albert Biebendt errichtete Geschäftshaus von Loeser & Wolff. Das Gebäudeensemble 103, 105 und 107 zwischen Pohlstraße und Kurfürstenstraße ist ebenfalls ein gelistetes Baudenkmal. Bemerkenswert ist außerdem das Anton-von-Werner-Haus in der Potsdamer Straße 81a, in dem der Künstler Anton von Werner ab 1874 wohnte. | Blick auf das Sony-Center · Loeser&Wolf-Gebäude · Neue Nationalgalerie                                                                                           |
| Rauchstraße (Lage)                        | 0360                        | Christian Daniel Rauch (1777–1857), Bildhauer | 5. Sep. 1867        | In der Rauchstraße haben diverse Botschaften ihren Sitz: Gegenüber von den nordischen Botschaften befindet sich die georgische Botschaft (Nr. 11), in der Nr. 25 die Botschaft von Syrien. In dem Gebäude der jugoslawischen Gesandtschaft in der Rauchstraße 17/18 hatte das Oberste Rückerstattungsgericht für Berlin seinen Sitz. Die hier stehenden Stadtvillen entstanden im Rahmen der IBA 84. Am 8. Oktober 1874 erhielt die Verlängerung der Rauchstraße von der Hitzigstraße (nun Stülerstraße) bis zur Straße 21 denselben Namen. | Stadtvillen in der Rauchstraße |
| Reichpietschufer (Lage)                   | 1500                        | Max Reichpietsch (1894–1917), Organisator der Antikriegsbewegung in der Kaiserlichen Marine                                                         | 31. Juli 1947       | Die ersten Namen waren Grabenstraße (1831–1867), Königin-Augusta-Straße (1867–1933) und Tirpitzufer (1933–1947). Das Reichpietschufer verläuft von der Köthener Straße (Grenze zum Ortsteil Kreuzberg) am nördlichen Ufer des Landwehrkanals zur Von-der-Heydt-Straße. Hier befinden sich mehrere denkmalgeschützte Bauten wie das Haus der Transatlantischen Güterversicherungsgesellschaft, das ehemalige Reichsversicherungsamt, das 1984 bis 1987 errichtete Wissenschaftszentrum Berlin für Sozialforschung, das Shell-Haus. Zwischen Stauffenberg- und Hildebrandtstraße befindet sich der Bendlerblock mit der Gedenkstätte Deutscher Widerstand. An der Hiroshimastraße liegt das Gebäude der Friedrich-Ebert-Stiftung. An der Villa von der Heydt geht sie schließlich in die Von-der-Heydt-Straße über. Der Landwehrkanal und mit ihm das Reichpietschufer bildet die Grenze zwischen dem von Botschaften und öffentlichen Bauten bestimmten Tiergartenviertel und dem sozialen Brennpunkt „Tiergarten-Süd“. | GTZ-Haus · Bendlerblock am Reichpietschufer · Shell-Haus |
| Rudolf-von-Gneist-Gasse (Lage)            | 0140                        | Rudolf von Gneist (1816–1895), preußischer Jurist und Politiker                                                                                     | 3. Dez. 1997        | Die Rudolf-von-Gneist-Gasse ist eine kurze Straße zwischen dem Marlene-Dietrich-Platz und der Linkstraße, die von den Potsdamer Platz Arkaden unterbrochen wird. Sie entstand im Rahmen der Neubebauung des Potsdamer-Platz-Areals. | Rudolf-von-Gneist-Gasse |
| Scharounplatz (Lage)                      | 0150 × 40                   | Hans Scharoun (1893–1972), Architekt | 23. Dez. 2019       | Der Scharounplatz ersetzt die Scharounstraße und bildet zusammen mit der Herbert-von-Karajan-Straße die Zufahrt zu Kammermusiksaal und Philharmonie. Der Platz verläuft quer über das Kulturforum und soll das Gelände rund um die Philharmonie im Rahmen des städtebaulichen Konzepts aufwerten. | Kammermusiksaal |
| Scheidemannstraße (Lage)                  | 0620                        | Philipp Scheidemann (1865–1939), Politiker | 24. Okt. 1965       | Bei ihrer Anlage hieß sie von 1895 bis 1938 Simsonstraße., von 1938 bis 1965 Sommerstraße. Sie wurde wegen der jüdischen Herkunft von Eduard von Simson (1810–1899) 1938 in Sommerstraße umbenannt. Die Scheidemannstraße verläuft als Verlängerung der Dorotheenstraße zwischen Reichstagsgebäude und großem Tiergarten und begrenzt somit das Regierungsviertel. Am 11. September 1970 erhielt der in westlicher Fortsetzung der Scheidemannstraße neu angebaute Straßenabschnitt zwischen Entlastungsstraße und John-Foster-Dulles-Allee ebenfalls diesen Namen. | Scheidemannstraße mit Reichstag |
| Schellingstraße (Lage)                    | 0210                        | Friedrich Wilhelm Joseph Schelling (1775–1854), Hauptvertreter der Philosophie des deutschen Idealismus                                             | 12. Jan. 1856       | Die Schellingstraße verbindet die Linkstraße mit der Eichhornstraße. Im Zuge der Bauarbeiten am Potsdamer Platz wurde ihr Verlauf geändert. Sie verlief zuvor bis zum Reichpietschufer. | Schellingstraße |
| Schillstraße (Lage)                       | 0140                        | Ferdinand von Schill (1776–1809), preußischer Offizier und Freischärler                                                                             | 6. Juli 1870        | Bei ihrer Anlage hieß sie Straße 22, Abt. IV des Bebauungsplans. Sie führt als Verlängerung der Straße An der Urania zum Lützowplatz. Hier befindet sich das 1971 von der Gruner-+-Jahr-Gruppe erbaute Constanze-Pressehaus und das Hotel Berlin, Berlin. | ehemaliges Constanze-Pressehaus an der Schillstraße |
| Schöneberger Ufer (Lage)                  | 0980 (im Ortsteil)          | Berlin-Schöneberg, Ortsteil des Bezirks Tempelhof-Schöneberg                                                                                        | 6. Nov. 1849        | Die Straße führt am Südufer des Landwehrkanals als Verlängerung des Tempelhofer Ufers von der Schöneberger Straße, auf die sich die Benennung bezog, bis zur Kluckstraße wo sie in das Lützowufer übergeht. In der Nr. 71 befindet sich das Atelierhaus des Vereins Berliner Künstlerinnen von 1911. Die Häuser 57 und 61 von 1858 bis 1859 gehören zu den ältesten Bauten südlich des Landwehrkanals. Von 1935 bis 1947 hieß sie Großadmiral-von-Koester-Ufer. | Schöneberger Ufer |
| Sigismundstraße (Lage)                    | 0370                        | Sigismund, Prinz von Preußen (1864–1866), Sohn von Friedrich III.                                                                                   | 26. Jan. 1865       | Die Sigismundstraße verbindet die Stauffenbergstraße und die Potsdamer Straße an der Rückseite der Gemäldegalerie mit der integrierten Villa Parey. | Sigismundstraße |
| Spreeweg (Lage)                           | 0350                        | Spree | 1. Dez. 1832        | Der Spreeweg führt vom Großen Stern zur Lutherbrücke. Hier befindet sich der Amtssitz des Bundespräsidenten, das Schloss Bellevue von 1784 mit dem Schlosspark Bellevue sowie das Amtsgebäude des Bundespräsidialamtes. Der Spreeweg führte früher vom Großen Stern zur Spree sowie an ihr entlang bis zum Kurfürstenplatz (Zeltenplatz). 1934 wurde der Teil von Lutherbrücke bis Kurfürstenplatz in Schlieffenufer umbenannt und 1959 Teil der John-Foster-Dulles-Allee. | Spreeweg am Bundespräsidialamt · Schloss Bellevue |
| Stauffenbergstraße (Lage)                 | 0470                        | Claus Schenk Graf von Stauffenberg (1907–1944), Offizier, Widerstandskämpfer gegen das NS-Regime, Attentäter des 20. Juli 1944 auf Adolf Hitler     | 20. Juli 1955       | Von 1837 bis 1955 hieß sie Bendlerstraße nach dem Ratsmaurermeister und Kommunalpolitiker Johann Christoph Bendler. Sie verbindet Tiergartenstraße und Reichpietschufer. Hier liegt die Gedenkstätte Deutscher Widerstand. In der Nr. 6/7 befindet sich die ägyptische Botschaft. Das Haus Nr. 41 ist die denkmalgeschützte Villa Friedmann von 1908. | Stauffenbergstraße |
| Straße des 17. Juni (Lage)                | 01700 + 860 (im Ortsteil)   | Aufstand des 17. Juni in der DDR | 13. Juli 1953       | Vorherige Namen in Tiergarten waren Charlottenburger Chaussee (1799–1935 und 1945–1953) und Ost-West-Achse (1935–1945). Sie verbindet das Brandenburger Tor mit dem Ernst-Reuter-Platz und entstand 1697 als Verbindung zwischen dem Berliner Stadtschloss und dem Schloss Charlottenburg. Sie wird vom Großen Stern unterbrochen. Neben dem Berlin-Pavillon im Hansaviertel, der Siegessäule und dem sowjetischen Ehrenmal von 1946 befinden sich hier keine weiteren Bauten. | Aussicht auf die Straße von der Siegessäule · Sowjetisches Ehrenmal                                                                                              |
| Stülerstraße (Lage)                       | 0320                        | Friedrich August Stüler (1800–1865), Architekt, preußischer Hofbauinspektor und Hofbaurat (seit 1832)                                               | 17. Sep. 1938       | Von 1867 bis 1938 hieß sie Hitzigstraße. Sie verbindet Budapester Straße und Tiergartenstraße. In der Nr. 10 befindet sich die Botschaft der Republik Korea. Auf der östlichen Seite liegt das Tiergarten-Dreieck sowie die Rückseite der nordischen Botschaften. | Stülerstraße |
| Theaterufer (Lage)                        | 0180 + 170                  | Lage zu den Theatern am Marlene-Dietrich-Platz | um 1997             | Das Theaterufer ist ein Fußweg, der vom Marlene-Dietrich-Platz zu beiden Seiten der Brunnenanlage am debis-Haus zum Reichpietschufer führt. | Theaterufer |
| Thomas-Dehler-Straße (Lage)               | 0280                        | Thomas Dehler (1897–1967), Politiker (DDP und FDP)                                                                                                  | 23. Mai 1975        | Es handelte sich bei der Umbenennung um den Teil der Tiergartenstraße, der von 1867 bis 1938 den Namen Stülerstraße trug. Bei der Umgestaltung des Gebietes 1973–1975 wurde die Thomas-Dehler-Straße, die vorher bis zur neuen Stülerstraße verlief, zur Sackgasse. In der Nr. 1 befindet sich die Dänische Gesandtschaft von 1940. | Spanische Botschaft in der Thomas-Dehler-Straße |
| Tiergartenstraße (Lage)                   | 1340                        | Tiergarten | 8. Juli 1831        | Seit dem 18. Jahrhundert existierte hier bereits ein Kanonenweg, der auf ein militärisches Übungsgelände hindeutet. Die Tiergartenstraße ist die südliche Begrenzung des Tiergartens zum Tiergartenviertel. Sie führt als Fortsetzung der Stülerstraße zur Bellevueallee, wo sie in die Lennéstraße übergeht. An ihr liegen zahlreiche Botschaften und öffentliche Gebäude. Auf Parzelle 1 stehen das nach Plänen von Hans Scharoun errichtete Musikinstrumentenmuseum sowie die Philharmonie. Zwischen Herbert-von-Karajan-Straße und Stauffenbergstraße liegt das Kulturforum. Die Nummer 12 ist die österreichische Botschaft, daneben in Nummer 15 die Landesvertretung von Baden-Württemberg, Nummer 17 die indische Botschaft, gefolgt von der südafrikanischen Botschaft. Auf dem Grundstück 19–21, das bereits seit 1918 im Besitz des (damaligen) Osmanischen Reiches ist, entstand 2011/2012 der Neubau der türkischen Botschaft. In der Nummer 22 befindet sich die italienische Botschaft von 1941. An der Hiroshimastraße liegt die japanische Botschaft. In der Nummer 30/31 ist das Canisius-Kolleg im ehemaligen Krupp-Haus von 1938 untergebracht. Daneben in Nummer 34 gibt es die saudi-arabische Botschaft und schließlich in Nummer 35 das Gebäude der Konrad-Adenauer-Stiftung. Auf der Nordseite stehen im Großen Tiergarten das Richard-Wagner-Denkmal sowie das Denkmal für den Élysée-Vertrag. | Saudi-Arabische Botschaft · Italienische Botschaft · Indische Botschaft · Richard-Wagner-Denkmal                                                                 |
| Tiergartenufer (Lage)                     | 0930                        | Großen Tiergarten |                     | Das Tiergartenufer ist ein Fußweg am Nordufer des Landwehrkanals zwischen der Straße des 17. Juni und der Lichtensteinallee. | S-Bahnbogen am Tiergartenufer |
| Varian-Fry-Straße (Lage)                  | 060                         | Varian Fry (1907–1967), US-amerikanischer Journalist und Freiheitskämpfer                                                                           | 3. Dez. 1997        | Die Varian-Fry-Straße ist eine kurze Straße auf dem Areal des Potsdamer Platzes, die die Potsdamer Straße mit der Alten Potsdamer Straße verbindet. Sie entstand im Rahmen der Neubebauung des Areals. | Varian-Fry-Straße |
| Von-der-Heydt-Straße (Lage)               | 0230                        | August von der Heydt (1801–1874), deutscher Bankier, preußischer Handels- und Finanzminister                                                        | 16. Okt. 1861       | Die Von-der-Heydt-Straße ist die Fortsetzung des Reichpietschufers bis zur Klingelhöferstraße. Hier befindet sich die Villa von der Heydt, in der die Verwaltung der Stiftung Preußischer Kulturbesitz ihren Sitz hat und das Bauhaus-Archiv. | Von-der-Heydt-Straße |
| Voxstraße (Lage)                          | 0150                        | ehemaliges Vox-Haus, aus dem die erste Rundfunksendung Deutschlands ausgestrahlt wurde                                                              | 3. Dez. 1997        | Die Voxstraße ist eine kurze Straße auf dem Areal des Potsdamer Platzes, die die Eichhornstraße mit der Alten-Potsdamer-Straße verbindet. Sie entstand im Rahmen der Neubebauung des Areals. Hier befindet sich das Berlinale-Kino Cinemaxx. | Cinemaxx in der Voxstraße |
| Wichmannstraße (Lage)                     | 0440                        | Ludwig Wilhelm Wichmann (1788–1859), Bildhauer | 15. Aug. 1873       | Die vorherigen Namen waren Straße 23a und Straße 23b, Abt. IV des Bebauungsplans. Sie führt vom Lützowplatz zur Budapester Straße und endet dort am Franziskus-Krankenhaus als Sackgasse. | Wichmannstraße |
| Willy-Brandt-Straße (Lage)                | 0380 + 270                  | Willy Brandt (1913–1992), Politiker und Bundeskanzler (SPD), Friedensnobelpreisträger                                                               | 16. Jan. 1998       | Die Willy-Brandt-Straße führt von der Moltkebrücke am Kanzleramt vorbei (Fußgängerzone) zur Otto-von-Bismarck-Allee. Sie hieß vor der Umbenennung Moltkestraße, benannt nach Helmuth Karl Bernhard von Moltke, und war vor dem Umbau funktional Teil der Entlastungsstraße durch den Tiergarten. Der Bereich vor dem Kanzleramt ist für den Autoverkehr gesperrt und darf nur von BVG-Bussen und Radfahrern befahren werden. Der öffentliche Verkehr führt um die Schweizer Botschaft herum und mündet in die Paul-Löbe-Allee. Dieser Teil trägt allerdings keinen Namen. Nach einem Beschluss der Stadtentwicklungsverwaltung soll dieser Abschnitt bis zum Jahr 2014 zurückgebaut werden und der Verkehr am Nordufer der Spree über das Kapelle-Ufer und die Konrad-Adenauer-Straße geleitet werden. Am 17. September 1999 enthüllten Bundeskanzler Gerhard Schröder, Brandts Sohn Peter Brandt und Walter Momper während eines kleinen Festaktes symbolisch ein Straßenschild der Willy-Brandt-Straße, deren Nr. 1 das Kanzleramt ist. | Willy-Brandt-Straße |
| Yitzhak-Rabin-Straße (Lage)               | 0220                        | Jitzchak Rabin (1922–1995), israelischer Premier und Träger des Friedensnobelpreises                                                                | 29. Apr. 2004       | Die Straße ist Teil der ehemaligen Entlastungsstraße. Die feierliche Benennung wurde vom israelischen Staatspräsidenten Mosche Katzav vorgenommen. | Yitzhak-Rabin-Straße |

## Ehemalige Straßen und Plätze
| Name                                                        | Namensherkunft | Name seit     | Name bis      | Anmerkungen |
| ----------------------------------------------------------- | --- | ------------- | ------------- | --- |
| Albrechtshof, Albrechtshofer Ufer, Albrechtshof-Ufer (Lage) | Albrechtshof, seit 1835 Name eines Grundstücks im Besitz der Witwe Albrecht                                                                               | 6. Nov. 1849  | 9. Mai 1867   | Die Straße lag im 33. Polizeirevier und im 48. Stadt-Bezirks-Distrikt (Moritzhof, im 19. Jh. gab es die heutigen Bezirke noch nicht). Sie wurde als Uferweg entlang des 1850 fertiggestellten Landwehrkanals angelegt. → Corneliusstraße |
| Alsenstraße (Lage)                                          | Alsen, dänische Insel, die 1864 im Deutsch-Dänischen Krieg strategische Bedeutung hatte                                                                   | 10. Jan. 1867 | 11. Apr. 1978 | Die Straße lag im Alsenviertel und führte von der Alsenbrücke zum Königsplatz bzw. Platz der Republik. Ihre Bebauung wurde im Zweiten Weltkrieg abgerissen oder zerstört. Der auffällige Geländeeinschnitt in der Mitte des heutigen Spreebogenparks folgt dem Verlauf der ehemaligen Alsenstraße. |
| Am Königsplatz (Lage)                                       | Lage am Königsplatz | nach 1865     | nach 1938     | Die Straße Am Königsplatz war die südliche Verlängerung der Herwarthstraße und erstreckte sich entlang der damaligen Westseite des Königsplatzes. An ihr lag die Krolloper. |
| Beethovenstraße (Lage)                                      | Ludwig van Beethoven (1770–1827), deutscher Komponist | 11. Juni 1873 | 25. Juli 1963 | Die Straße führte vom Kronprinzenufer bzw. Schlieffenufer zur Straße In den Zelten. Ihr Verlauf ist heute nicht mehr erkennbar und mit dem Bundeskanzleramt und der Paul-Löbe-Allee überbaut. |
| Blumeshof, früher auch Blumes Hof (Lage)                    | Johann Carl Friedrich Blume (1819–1875), Bankier | 26. Juni 1864 | 6. Aug. 1964  | Der Kaufmann und Inhaber des Wechsel- und Bankgeschäfts Friedrich Blume u. Comp. in der Leipziger Straße ließ die Straße als Privatstraße anlegen und erhielt die Sondergenehmigung, den Verkehrsweg Blumeshof nennen zu dürfen. Sie verlief vom Schöneberger Ufer bis zur Lützowstraße und umfasste 15 Parzellen in Hufeisennummerierung. Der Abschnitt zwischen nördlicher Straßenbegrenzung bis Ecke Schöneberger Ufer wurde im November 1962 aufgehoben, der Rest der Straße verschwand am 6. August 1964 aus den Amtsunterlagen. Im Jahr 1931 wohnte hier im Haus Nummer 15 unter anderem der Regierungsbaumeister Alexander Beer. Die Straße ist heute vollständig überbaut und nicht mehr erkennbar. |
| Buchenstraße (Lage)                                         | Buche, Baumart | 6. Juli 1870  | 16. März 1971 | Die Straße lag im nördlichen Teil des Kielgan-Viertels und zweigte als Stichstraße von der Derfflingerstraße ab. Ihre Bebauung wurde im Zweiten Weltkrieg vollständig zerstört. Die Straße ist heute durch die Sportanlagen des Französischen Gymnasiums überbaut und nicht mehr erkennbar. |
| Dörnbergstraße (Lage)                                       | Wilhelm von Dörnberg (1768–1850), deutscher General, Freiheitskämpfer und Diplomat                                                                        | 20. Mai 1875  | 21. Okt. 1980 | Die Straße führte vom Lützowufer zur Lützowstraße. Sie verlief entlang der Ostseite des heutigen Hotels Esplanade. Ihre Bebauung wurde im Zweiten Weltkrieg vollständig zerstört. |
| Entlastungsstraße Lage                                      | Funktionsbezeichnung zur Kennzeichnung eines Provisoriums                                                                                                 | 8. Jan. 1962  | 2006          | Die nie amtlich gewidmete Straße entstand nach dem Mauerbau in nur 44 Tagen zur Entlastung der Verkehrsströme um den Großen Stern. Mit dem Bau des Tunnels Tiergarten Spreebogen (TTS) wurde sie überflüssig, sodass 2006 der Teil zwischen Straße des 17. Juni und Lennéstraße wieder zurückgebaut wurde. Teile der Willy-Brandt-Straße, der Heinrich-von-Gagern-Straße, der Yitzhak-Rabin-Straße und der Ben-Gurion-Straße verlaufen heute auf dieser Trasse. |
| Friedensallee (Lage)                                        | Der Friede von Frankfurt 1871 zur Beendigung des Deutsch-Französischen Kriegs                                                                             | 16. Aug. 1873 | 6. Feb. 1976  | Die Allee führte im Großen Tiergarten vom Königsplatz bzw. Platz der Republik zum Brandenburger Tor. Sie wurde nach dem Zweiten Weltkrieg zu einem Fußweg rückgebaut, der am 23. Februar 1976 den Namen Simsonweg erhielt. |
| Hansemannstraße (Lage)                                      | David Hansemann (1790–1864), deutscher Politiker und Bankier                                                                                              | 28. Juni 1907 | 1963          | Die Straße führte von der Corneliusstraße zur Klingelhöferstraße und ist heute vollständig überbaut. |
| Herwarthstraße (Lage)                                       | Eberhard Herwarth von Bittenfeld (1796–1884), preußischer Generalfeldmarschall                                                                            | 10. Jan. 1867 | 6. Apr. 2002  | Die Straße führte von der Südseite der Moltkebrücke zur damaligen Paul-Löbe-Straße und wurde in den 1990er Jahren mit dem Bundeskanzleramt überbaut. |
| Hindersinstraße (Lage)                                      | Gustav Eduard von Hindersin (1804–1872), preußischer General                                                                                              | 22. Apr. 1872 | 24. Aug. 1972 | Die Straße lag im Alsenviertel und führte vom damaligen Reichstagsufer an der Spree zum Reichstagsgebäude. Ihre Bebauung wurde im Zweiten Weltkrieg abgerissen oder zerstört. Ihr ehemaliger Verlauf ist heute mit dem Paul-Löbe-Haus überbaut. |
| In den Zelten (Lage)                                        | Im 18. Jahrhundert Standort von Zelten, die als Ausflugslokale dienten.                                                                                   | 1. Dez. 1832  | 6. Apr. 2002  | Die Straße führte vom südlichen Ende ehemaligen Herwarthstraße zum Haus der Kulturen der Welt. Sie wurde in den 1990er Jahren mit dem Bundeskanzleramt und der Paul-Löbe-Allee überbaut. |
| Kronprinzenufer (Lage)                                      | Kronprinz, Bezeichnung des Thronfolgers von Königen. Hier bezogen auf Friedrich Wilhelm von Preußen (1831–1888), 1888 als Friedrich III. „99-Tage-Kaiser“ | 8. Juni 1871  | 11. Apr. 1978 | Das Kronprinzenufer verlief im Spreebogen von der Kronprinzenbrücke bis zur Moltkebrücke. Dieser Abschnitt wurde 1934 mit der Richard-Wagner-Straße und einem Teil des Spreewegs zusammengefasst und neu benannt. Der verbleibende Abschnitt wurde 1978 direkt in das Bettina-von-Arnim-Ufer eingegliedert. → Schlieffenufer und → Bettina-von-Arnim-Ufer |
| Reichstagufer (Lage)                                        | Lage am Reichstagsgebäude | 16. Dez. 1882 | nach 1989     | Die Straße Reichstagufer, deren größter Teil im Ortsteil Mitte liegt, erstreckte sich früher bis zur Kronprinzenbrücke. Dieser Abschnitt ist zur Zeit namenlos. |
| Richard-Wagner-Straße (Lage)                                | Richard Wagner (1813–1883), Komponist | 12. März 1889 | 24. Feb. 1934 | Die Straße verlief nicht direkt am Spreeufer, sondern verlief ca. 90 m landeinwärts. Sie wurde 1934 mit dem Kronprinzenufer zusammengefasst zum → Schlieffenufer |
| Roonstraße (Lage)                                           | Albrecht von Roon (1803–1879), preußischer Generalfeldmarschall                                                                                           | 10. Jan. 1867 | 11. Apr. 1978 | Die Straße lag im Alsenviertel und führte von der Kronprinzenbrücke zum Königsplatz bzw. Platz der Republik. Ihre Bebauung wurde im Zweiten Weltkrieg abgerissen oder zerstört. Sie verlief ähnlich der heutigen Konrad-Adenauer-Straße. |
| Scharounstraße (Lage)                                       | Hans Scharoun (1893–1972), Architekt | 20. Sep. 1993 | 23. Dez. 2019 | Von 1874 bis 1993 hieß sie Margarethenstraße und 2019 ging sie im Scharounplatz auf. Zusammen mit der Herbert-von-Karajan-Straße führte sie um den Kammermusiksaal und die Philharmonie. → Scharounplatz |
| Schlieffenufer (Lage)                                       | Alfred von Schlieffen (1833–1913), preußischer Generalfeldmarschall und Heeresreformer                                                                    | 24. Feb. 1934 | 20. Jan. 1991 | → Bettina-von Arnim-Ufer |
| Ulmenstraße (Lage)                                          | Ulme, Baumart | 6. Juli 1870  | 16. März 1971 | Die Straße lag im nördlichen, bei der Benennung zu Berlin gehörenden, Teil des Kielgan-Viertels und zweigte als Stichstraße von der Derfflingerstraße ab. Ihre Bebauung wurde im Zweiten Weltkrieg zu einem großen Teil zerstört. Das Haus Ulmenstraße 3, die Villa Ullstein, blieb erhalten und hat heute die Hausnummer Derfflingerstraße 6. Die Ulmenstraße ist heute durch das Französische Gymnasium überbaut und nicht mehr erkennbar. |
| Viktoriastraße (Lage)                                       | Victoria (1840–1901), Prinzessin von Großbritannien und Irland und als Ehefrau von Kaiser Friedrich III. Deutsche Kaiserin.                               | 5. Dez. 1858  | 20. Jan. 1970 | Die Viktoriastraße verlief von der Königin-Augusta-Straße/Tirpitzufer (seit 1947 Reichpietschufer) zum Kemperplatz. Ihr Südabschnitt ist heute mit der neutrassierten Potsdamer Straße und ihr Nordabschnitt mit dem Musikinstrumenten-Museum überbaut. → Potsdamer Straße |

## Weitere Örtlichkeiten von Tiergarten

### Parks, Inseln und Kultureinrichtungen

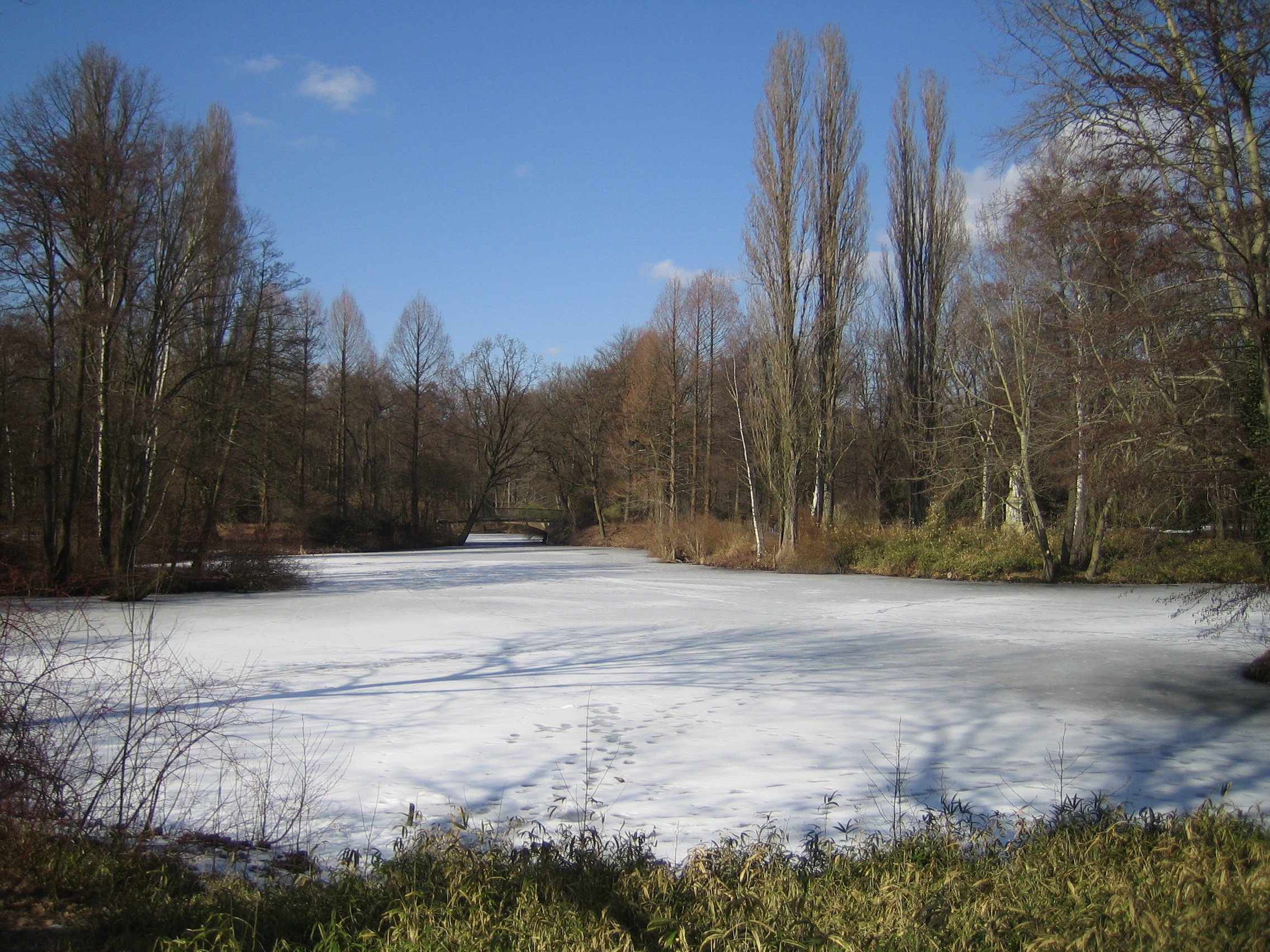
Tiergarten im Winter

- Großer Tiergarten, nach dem Tempelhofer Park Berlins zweitgrößter Park war Namensgeber für den ehemaligen Bezirk Tiergarten und für den Ortsteil
- Gaslaternen Freilichtmuseum
- Henriette-Herz-Park hinter dem Sony Center versinnbildlicht durch seine Gestaltung den Bruch zwischen Ost- und West-Berlin.[86]
- Luiseninsel
- Schleuseninsel
- Spreebogenpark
- Sowjetisches Ehrenmal
- Tilla-Durieux-Park
- Tiergarten-Dreieck
- Zoologischer Garten Berlin
- Kulturforum

### Gewässer und sonstige Anlagen
- Neuer See
- Fußgängertunnel zur Siegessäule
- Tiergartenviertel
- Tiergarten-Dreieck

### Verkehrsflächen
- Tunnel Tiergarten Spreebogen (TTS)
- Tunnel Nord-Süd-Fernbahn

### Regierungsgebäude

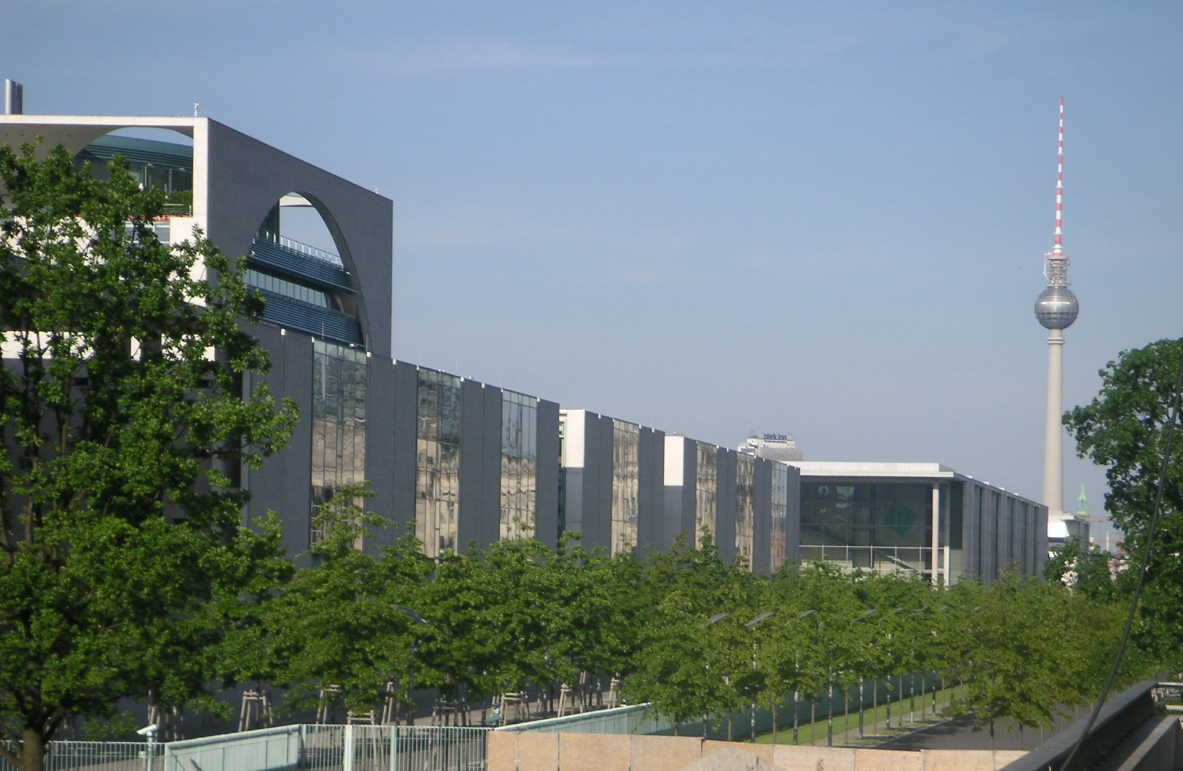
Bundeskanzleramt mit Paul-Löbe-Haus im Hintergrund

- Bundeskanzleramt
- Paul-Löbe-Haus
Bundeskanzleramt und Paul-Löbe-Haus sind Teil des Band des Bundes und befinden sich zusammen mit dem
- Reichstagsgebäude im Regierungsviertel
- Schloss Bellevue und
- Bundespräsidialamt liegen im Spreeweg
- Bundesministerium der Verteidigung im Bendlerblock